# Anahita Hemmati
Anahita Hemmati (en persa: آناهیتا همتی‎, Teherán, 23 de julio de 1973) es una actriz iraní.

## Carrera
Hemmati asistió a clases de teatro e hizo su debut con la obra 'Tanbour Players', de Hadi Marzban, en 1995.
Hemmati ha actuado en la serie 'Khazra High School' (1996), 'Sheriff' (2005), 'Sweet and Sour' (2007), 'Homeless' (2004) y 'The Colonel's Garden' (2013).
También ha actuado en películas como Love is not Enough (1998), de Shawn Woodard; A Girl Named Tondar (2000), de Hamid Reza Ashtianipoor Wooden Ladder (2001), How Much You Want to Cry? (2005), Excited Hearts (2002) y Pocket Full of Money (2009).